# 아치볼드 비비언 힐
아치볼드 비비언 힐(Archibald Vivian Hill, 1886년 9월 26일~1977년 6월 3일)는 영국의 생리학 분야에서, 생물 물리학을 창시한 사람 중 한 명이다. 근육 내부의 열 발생에 관한 연구로 1922년 수준의 노벨 생리학·의학상을 수상했다.

## 생애
그는 브리스톨의 도시에서 태어나 케임브리지 대학 트리니티 칼리지에 입학했다. 생리로 전향하기 전에는 3년간 수학을 공부했다. 그의 초기 연구는 미하엘리스-멘텐 식이나 힐 계수가 있다. 그는 생물 물리학의 창시자 중 한 명인 헤르만 폰 헬름홀츠와 함께 신경 과 근육의 물리적 특성에 관한 다양한 측정을 실시했다.
1913년에 경제학자 존 메이너드 케인스와 외과의사 제프리 케인즈의 동생인 마가렛 케인즈와 결혼해 2 남 2 녀를 낳았다. 장녀의 폴리 힐( 1914년 ~ 2005년 )은 경제학자이고, 아프리카 시험 협의회 (WAEC)의 시험관인 KAC 험프리와 결혼했다. 장남인 데이비드 케인즈 힐( 1915년 ~ 2002년 )은 물리학을, 차남인 모리스 힐 ( 1919년 ~ 1966년 )은 해양학자이다. 둘째 딸 재닛 힐은 소아 정신과 의사로, 면역학자 존 허버트 험프리와 결혼 했고, 심리학자 니콜라스 험프리를 낳았다.
1914년 제 1 차 세계 대전이 발발하면서 그는 영국 육군에 소속되어, 탄도학 및 운영을 연구하는 팀을 구성했다. 이 팀에는 랄프 호우라, 더글라스 하틀리, 에드워드 아서 밀른 등의 저명한 물리학자가 있었다.
아치 볼드는 1919년에 케임브리지로 돌아와 1920년에 맨체스터 빅토리아 대학 (현 맨체스터 대학)의 생리학 교수가 됐다. 오토 프리츠 마이어 호프의 연구와 병행하여 그는 근육의 기계적 작동 원리를 해명했다. 두 사람은 1922년 노벨 생리학·의학상을 수상했다.
1923년 그는 어니스트 스털링의 뒤를 이어 유니버시티 칼리지 런던의 생리학 교수의 직에 종사했고, 1951년에 퇴임 할 때까지 이 자리를 맡았다. 1966년까지 정력적으로 연구를 계속했다.
제2차 세계 대전을 계기로 아치 볼드는 공적인 일에 종사하게 되었다. 1935년에는 패트릭 브래킷, 헨리 티자도 등과 함께 레이다를 만드는 위원회에 참여했다. 1940년에서 1945년 사이에는 캠브리지 대학의 이사회의 일원이 되었고 아돌프 히틀러의 박해를 피해 온 과학자들을 지켜주었다. 또한 미국 정부의 많은 과학 위원회에 소속되어 있었다.
1977년에 캠브리지에서 사망했다.

## 수상
- 대영 제국 훈장 관리자 수훈 (1918년)
- 왕립 학회 펠로우 선출 (1918년)[1]
- 로열 메달 (1926년)[1]
- 동반자 즈 오브 오너 훈장 ( 영어 ) 수훈 (1946년)
- 대영 제국 훈장 사령관 수훈 (1946년)
- 코플리 메달 (1948년)[1]